# Inglisia speciosa
Inglisia speciosa är en insektsart som beskrevs av Takahashi 1951. Inglisia speciosa ingår i släktet Inglisia och familjen skålsköldlöss. Inga underarter finns listade i Catalogue of Life.